# Ain’t That Just Like a Woman
Ain’t That Just Like a Woman (They’ll Do It Every Time) ist ein Rhythm-and-Blues-Song, der angeblich von Claude Demetrius und Fleecie Moore geschrieben wurde. Die Originalversion wurde 1946 von Louis Jordan and His Tympany Five auf Decca veröffentlicht.

## Allgemeines
Der Song handelt von Frauen, die im Laufe der Geschichte Männer gepeinigt haben. Es handelt sich um Eva im Paradies, Lots Frau, Delilah und Marie-Antoinette. Er erzählt, dass Adam glücklich war, aber nur bis Eva ihre Probleme mit einem Apfel bekam (There was Adam, happy as a man could be Till Eve got him messin’ with that old apple tree), Lots Frau wird zur Salzsäule, Delilah schneidet Samsons Haare und Marie-Antoinette empfiehlt hungrigen Kindern, die nach Brot schreien, Kuchen zu essen.(Marie Antoinette met some hungry cats at the gate They was crying for bread, she said, „Let them eat cake“) Als einziger Mann wird der römische Kaiser Nero erwähnt, doch sein Verhalten beim Brand Roms wird als weiblich bezeichnet. (From our history books we all learned Nero fiddled while Rome was burned) Nach all den historischen Ereignissen wird noch eine Warnung an die Männerwelt gesungen. (You can buy a woman clothes And give her money on the side No matter what you do She ain’t never satisfied) Es ist egal was Männer machen, Frauen sind nie zufrieden.
Der Song erreichte den ersten Platz der R&B Jukebox Charts, in den Pop – Charts erreichte er den 17. Platz.

## Coverversionen
- Chuck Berry
- Ronnie Hawkins
- Johnny Winter
- B.B. King
- Jimmy Smith
- Ernest Lane
- Bachman Cummings
- Clarence „Gatemouth“ Brown
- Fats Domino
- Lloyd Price
- Alice Cooper
- Robert Palmer
- Curley Bridges
- Dmitri Resnik[4]